# Sárgafoltos szitakötő
A sárgafoltos szitakötő (Somatochlora flavomaculata) a sárkány-szitakötők családjába tartozó, főleg Közép- és Kelet-Európában elterjedt szitakötőfaj.

## Megjelenése

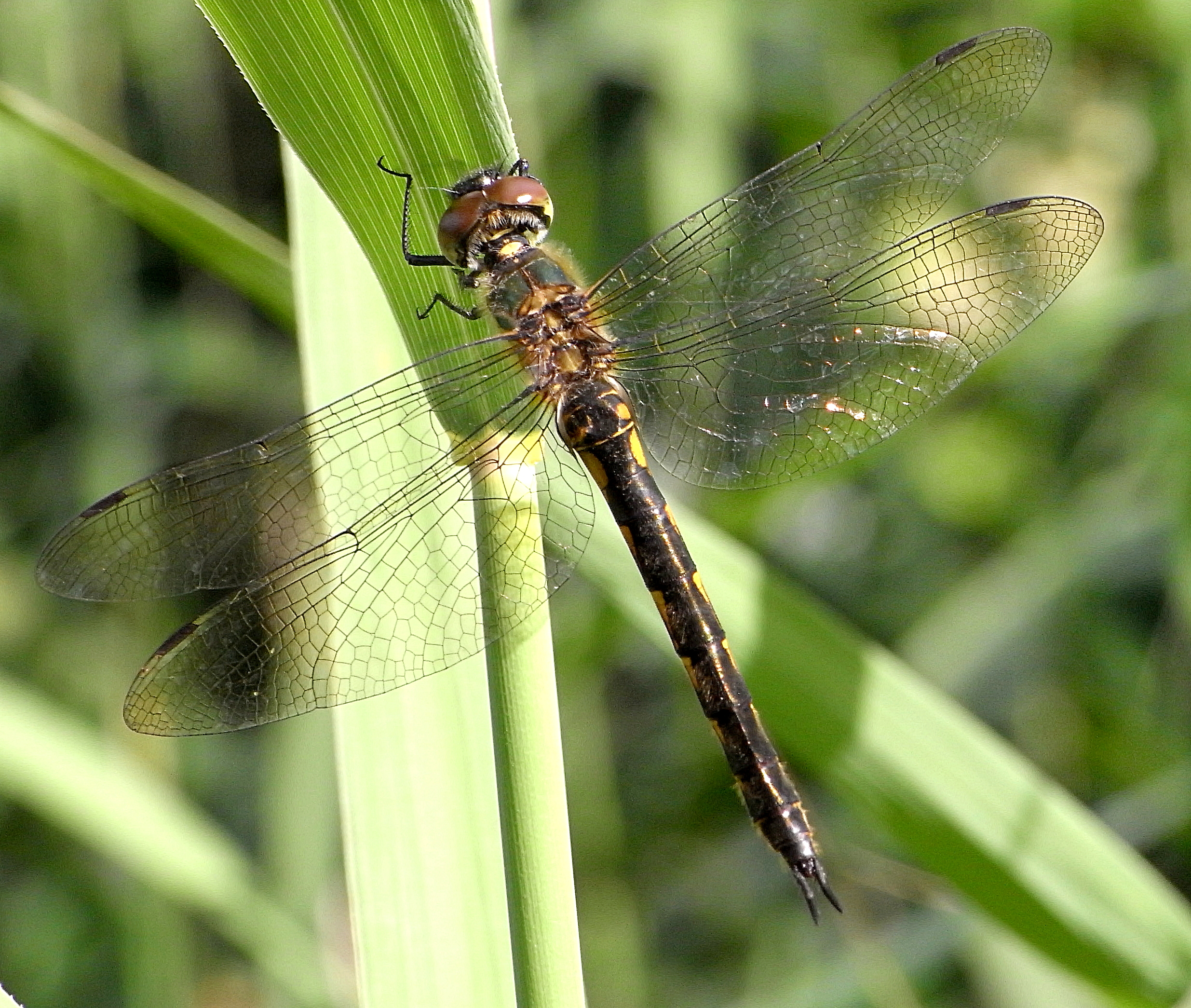
Nőstény példány

A sárgafoltos szitakötő testhossza 45–54 mm, szárnyfesztávolsága 65–78 mm közötti. Tora aranyosan csillogó zöld színű, míg potroha szintén fényes, de inkább sötétzöld, egyes példányoknál szinte fekete. A fiatal szitakötő szemei barnák, a kifejletteké élénkzöldek. A fej elején sárga mintázat található. A potroh két oldalán a nőstények esetében a 4-9., a hímeknél pedig a 4-8. szelvényeken kis, háromszögletű sárga foltok találhatóak, amelyek idős korban besötétednek; erről kapta a faj a nevét. A hímek potroha a tövénél (3. szelvénynél) elkeskenyedik, aztán szélesebbé válik; maximális vastagságát a 6-7. szelvényél éri el. A nőstények potroha egyenletesen hengeres.
Hasonlít hozzá a jóval gyakoribb fémzöld szitakötő és az érces szitakötő. Legbiztosabban a potrohon lévő sárga foltsor alapján lehet elkülöníteni tőlük, de azt csak a közelről lehet jól megfigyelni.

## Elterjedése

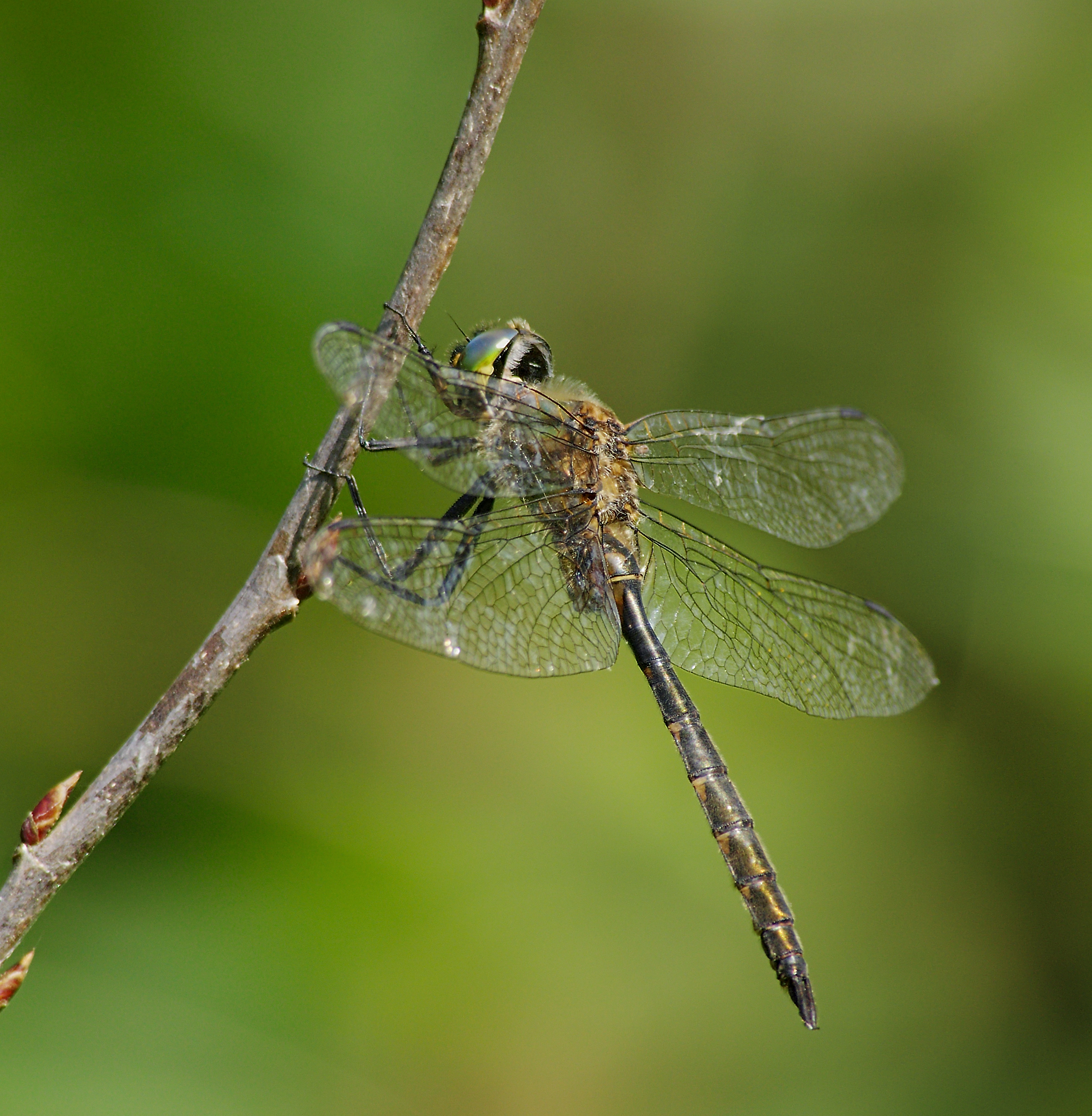
Hím szitakötő, a potroh oldalán látszanak a sárga foltok

Elsősorban kelet-európai faj, de kisebb-nagyobb populációi Franciaországtól Szibérián át egészen Mongóliáig előfordulnak. Előfordulása sokszor szigetszerű. A mérsékelt övi zóna lakója, Olaszországban és a Balkánon már igen ritka, északon Dél-Skandináviáig hatol. Észak- és Nyugat-Európában az 1960-as évektől nagyon megfogyatkozott de az 1980-as évek óta újra terjedőben van. Magyarországon szórványosan az egész országban előfordulhat, de sok helyen, különösen a Dunántúlon visszaszorult. 

## Életmódja
Lárvája a dús növényzetű, árnyékolt, lassú mozgású vagy állóvizeket: sekély tavakat lápokat, holtágakat részesíti előnyben. Három évig fejlődik, majd május-július (leginkább június) között alakul át imágóvá. A felnőtt hímekkel leginkább a vizektől távolabb, erdőszéleken, tisztásokon lehet találkozni, ahol néhány méter magasságban röpködnek. A nőstények rejtőzködőbbek, leginkább párzáskor lehet őket megfigyelni. A nőstény növényzettel dúsan benőtt, nehezen hozzáférhető vízfelületekre rakja petéit. A vízrendezés, mezőgazdaság a kisebb tavak, lápok eltüntetésével veszélyeztetheti élőhelyeit.   
Magyarországon védett, természetvédelmi értéke 5000 Ft.